# Premios Anthony
Los Anthony Awards (en español: Premios Anthony) son unos premios literarios para escritores de misterio que se entregan en la Bouchercon World Mystery Convention (Convención Mundial de Misterio Bouchercon) desde 1986. Los premios llevan su nombre en honor de Anthony Boucher (1911–1968), uno de los fundadores de Mystery Writers of America. La convención se lleva a cabo cada año en un lugar diferente entre los meses de septiembre y noviembre. Los Anthony Awards están considerados entre los más prestigiosos premios que se otorgan a los escritores de misterio y han ayudado a impulsar las carreras de algunos de sus galardonados.